# Colonia los Cerritos
Colonia los Cerritos är en ort i Mexiko.   Den ligger i kommunen Cuernavaca och delstaten Morelos, i den sydöstra delen av landet, 50 km söder om huvudstaden Mexico City. Colonia los Cerritos ligger 1 615 meter över havet och antalet invånare är 1 068.
Terrängen runt Colonia los Cerritos är varierad, och sluttar söderut. Runt Colonia los Cerritos är det mycket tätbefolkat, med 1 463 invånare per kvadratkilometer. Närmaste större samhälle är Cuernavaca, 5,1 km sydväst om Colonia los Cerritos. I omgivningarna runt Colonia los Cerritos växer huvudsakligen savannskog.